# 비각운동량
천체 역학에서 비각운동량 {\displaystyle {\vec {h}}}는 이체 문제의 분석에서 중추적인 역할을 한다. 뉴턴 역학에서 이러한 물리량이 이상적인 궤도에 대한 상수 벡터임을 보일 수 있다. 이는 본질적으로 케플러의 제2법칙을 증명해준다.
이 값은 각운동량 {\displaystyle {\vec {L}}}이 아니라 각운동량에 질량을 나눈 값이므로 비각운동량이라고 한다. 따라서 "비"라는 단어는 "질량비" 또는 질량으로 나눈 것임을 뜻한다.
{\displaystyle {\vec {h}}={\frac {\vec {L}}{m}}}
따라서 SI 단위는 m 2 · s −1이다. {\displaystyle m}은 환산 질량 {\displaystyle {\frac {1}{m}}={\frac {1}{m_{1}}}+{\frac {1}{m_{2}}}}을 나타낸다.

## 정의
상대 비각운동량은 상대 위치 벡터 {\displaystyle {\vec {r}}}과 상대 속도 벡터 {\displaystyle {\vec {v}}}의 외적으로 정의된다.
{\displaystyle {\vec {h}}={\vec {r}}\times {\vec {v}}={\frac {\vec {L}}{m}}}
{\displaystyle {\vec {h}}} 벡터는 항상 순간 회전 궤도면과 수직하며, 순간 회전 궤도면은 순간 섭동 궤도와 일치한다. 따라서 {\displaystyle {\vec {h}}} 벡터는 수년간의 섭동이 포함된 평균 평면과는 수직하지 않는다.
물리학에서 늘 그렇듯이 벡터 {\displaystyle {\vec {h}}}의 크기는 {\displaystyle h}로 표시된다:
{\displaystyle h=\left\|{\vec {h}}\right\|}

## 이상적인 조건에서 상대 비각운동량이 일정하다는 증명

### 전제 조건
다음 증명은 뉴턴의 만유인력 법칙에도 적용된 단순화 하에서만 유효하다.
점질량 {\displaystyle m_{1}}과 {\displaystyle m_{2}}가 서로 거리 {\displaystyle r}만큼 떨어져있으며, 중력에 의해 서로 {\displaystyle {\vec {F}}=G{\frac {m_{1}m_{2}}{r^{2}}}{\frac {\vec {r}}{r}}}의 힘이 작용한다. 이 힘은 거리에 관계없이 즉시 작용하며 계에 존재하는 유일한 힘이다. 좌표계는 관성의 법칙을 만족한다.
추가적인 단순화를 위해 {\displaystyle m_{1}\gg m_{2}}를 가정한다. 따라서 좌표계의 원점에서 {\displaystyle m_{1}}은 중심체이며, {\displaystyle m_{2}} 주위를 도는 위성이다. 이때 환산질량은 {\displaystyle m_{2}}와 같다. 그리고 2체 문제의 방정식은 다음과 같이 써진다.
{\displaystyle {\ddot {\vec {r}}}=-{\frac {\mu }{r^{2}}}{\frac {\vec {r}}{r}}}
{\displaystyle \mu =Gm_{1}}은 표준 중력 변수이며, 거리 벡터 {\displaystyle {\vec {r}}} (절대값: {\displaystyle r})은 위에서 가정한 조건에 의해 원점(중심체)에서 위성을 가리키게 된다.
때때로 {\displaystyle \mu }를 환산 질량으로 표기하는 경우도 있기 때문에, 본 글의 표준 중력 변수 {\displaystyle \mu }를 환산 질량과 혼동하지 않는 것이 중요하다.

### 증명

주위의 궤도에서 의 거리 벡터, 속도 벡터, 진근점 이각, 비행 경로 각도. 타원의 가장 중요한 측정값들도 표시되었다(그 중 진근점 이각 은 로 표시되었다).

2체 문제의 방정식을 거리 벡터 {\displaystyle {\vec {r}}}와 외적하면 상대 비각운동량을 얻는다.
{\displaystyle {\vec {r}}\times {\ddot {\vec {r}}}=-{\vec {r}}\times {\frac {\mu }{r^{2}}}{\frac {\vec {r}}{r}}=-{\frac {\mu }{r^{3}}}\left({\vec {r}}\times {\vec {r}}\right)}
벡터 자체와의 외적(우변)은 0이다. 왼쪽은 곱의 미분법에 따라 다음과 같이 단순화된다.
{\displaystyle {\vec {r}}\times {\ddot {\vec {r}}}={\dot {\vec {r}}}\times {\dot {\vec {r}}}+{\vec {r}}\times {\ddot {\vec {r}}}={\frac {\mathrm {d} \left({\vec {r}}\times {\dot {\vec {r}}}\right)}{\mathrm {d} t}}=0}

이는 {\displaystyle {\vec {r}}\times {\dot {\vec {r}}}} 가 일정함을 의미한다(따라서 이는 보존량이다). 그리고 이는 정확히 위성의 비각운동량이다.
{\displaystyle {\vec {h}}={\vec {r}}\times {\dot {\vec {r}}}{\text{ is const.}}}
이 벡터는 궤도 평면과 수직이며, 각운동량은 바뀌지 않으므로 궤도 평면도 바뀌지 않는다.
비행 경로 각도 {\displaystyle \phi }의 정의와 그리고 속도 벡터의 횡단 및 반경 성분(오른쪽 그림 참조)을 통해 2체 문제에 대한 추가적인 통찰을 얻을 수 있다. 다음 세 공식으로도 상대 비각운동량 벡터의 절대값을 계산할 수 있다.
- {\displaystyle h=rv\cos \phi }
- {\displaystyle h=r^{2}{\dot {\theta }}}
- {\displaystyle h={\sqrt {\mu p}}}

이때 {\displaystyle p}는 곡선의 원뿔 곡선 이라고 부른다.

## 케플러의 행성 운동 법칙
케플러의 행성 운동 법칙은 위의 관계를 통해 거의 직접적으로 증명될 수 있다.

### 제1법칙
증명은 이체 문제의 방정식에서 시작된다. 이번에는 방정식에 상대 비각운동량을 외적한다.
{\displaystyle {\ddot {\vec {r}}}\times {\vec {h}}=-{\frac {\mu }{r^{2}}}{\frac {\vec {r}}{r}}\times {\vec {h}}}
좌변은 각운동량은 일정하기 때문에 {\displaystyle {\frac {\mathrm {d} }{\mathrm {d} t}}\left({\dot {\vec {r}}}\times {\vec {h}}\right)}와 같다.
우변은 다음과 같이 정리할 수 있다:
{\displaystyle -{\frac {\mu }{r^{3}}}\left({\vec {r}}\times {\vec {h}}\right)=-{\frac {\mu }{r^{3}}}\left(\left({\vec {r}}\cdot {\vec {v}}\right){\vec {r}}-r^{2}{\vec {v}}\right)=-\left({\frac {\mu }{r^{2}}}{\dot {r}}{\vec {r}}-{\frac {\mu }{r}}{\vec {v}}\right)=\mu {\frac {\mathrm {d} }{\mathrm {d} t}}\left({\frac {\vec {r}}{r}}\right)}
이 두 식을 동일하게 설정하고 시간이 지남에 따라 적분하면 다음과 같다(이때 적분 상수 {\displaystyle {\vec {C}}}또한 고려).
{\displaystyle {\dot {\vec {r}}}\times {\vec {h}}=\mu {\frac {\vec {r}}{r}}+{\vec {C}}}
이제 이 방정식에 {\displaystyle {\vec {r}}}을 내적하고 재배열하면 다음 식을 얻을 수 있다.
{\displaystyle {\begin{aligned}{\vec {r}}\cdot \left({\dot {\vec {r}}}\times {\vec {h}}\right)&={\vec {r}}\cdot \left(\mu {\frac {\vec {r}}{r}}+{\vec {C}}\right)\\\Rightarrow {}\left({\vec {r}}\times {\dot {\vec {r}}}\right)\cdot {\vec {h}}&=\mu r+rC\cos \theta \\\Rightarrow {}h^{2}&=\mu r+rC\cos \theta \end{aligned}}}
마지막 식을 정리하면 궤도 방정식을 의미한다.
{\displaystyle r={\frac {\frac {h^{2}}{\mu }}{1+{\frac {C}{\mu }}\cos \theta }}}
이것은 반통경(semi-latus rectum) {\displaystyle p={\frac {h^{2}}{\mu }}}와 이심률 {\displaystyle e={\frac {C}{\mu }}}일 때 극좌표계에서 원뿔 단면의 방정식이다. 이는 곧 케플러의 제1법칙과 같다.
The orbit of a planet is an ellipse with the Sun at one focus.— 요하네스 케플러, Astronomia nova aitiologetos seu Physica coelestis, 

### 제2법칙
두 번째 법칙은 상대 비각운동량의 절댓값을 계산하는 세 방정식 중 두 번째 방정식을 사용하면 즉시 도출된다.
두 번째 방정식에 의해 도출된 식 {\displaystyle \mathrm {d} t={\frac {r^{2}}{h}}\ \mathrm {d} \theta }과 무한소의 각도에서 궤도 내부 영역을 나타내는 식인 {\displaystyle \mathrm {d} A={\frac {r^{2}}{2}}\ \mathrm {d} \theta }을 다음과 같이 통합할 수 있다.
{\displaystyle \mathrm {d} t={\frac {2}{h}}\ \mathrm {d} A}
위 식을 문장으로 풀어 쓰면 다음과 같다.
The line joining the planet to the Sun sweeps out equal areas in equal times.— Johannes Kepler, Astronomia nova aitiologetos seu Physica coelestis, 

### 제3법칙
케플러 제3법칙은 두 번째 법칙에서 바로 유도된다. 위 식을 1회전에 걸쳐 적분하면 공전 주기를 얻을 수 있다.
{\displaystyle T={\frac {2\pi ab}{h}}}
{\displaystyle \pi ab}는 타원의 면적이다. 단반경에 {\displaystyle b={\sqrt {ap}}}를 대입하고, 상대 비각운동량에 {\displaystyle h={\sqrt {\mu p}}}를 대입하면 다음 식을 얻을 수 있다.
{\displaystyle T=2\pi {\sqrt {\frac {a^{3}}{\mu }}}}
따라서 위성의 장반경과 공전 주기 사이 관계는 표준 중력 상수만 관여한다. 이는 케플러 제3법칙과 동일하다.
The square of the period of a planet is proportional to the cube of its mean distance to the Sun.— 요하네스 케플러, Harmonices Mundi libri V, 

## 참고 문서
- 궤도 비에너지, 2체 문제에서 보존된 또 다른 양.
- 고전적인 중심력 문제#특정 각운동량

## 같이 보기
- 고유 궤도 에너지